# グリヴィツェ郡
グリヴィツェ郡（グリヴィツェぐん、ポーランド語:powiat gliwicki、英語:Gliwice County）は、南ポーランドのシロンスク県にある地方自治体。1998年のLocal Government Reorganizationの結果、1999年1月1日に誕生した。郡都で最大の町はグリヴィツェである。グリヴィツェ郡には4つの町が存在する。
郡は663.35km2の面積がある。2006年の統計で、郡全体の人口が114,963人である。

## 近隣の郡
北東部はタルノフスキェ・グルィ郡、東部はザブジェ市、南東部はミコウフ郡とルダ・シロンスカ市、南部はルィブニク郡、リブニク市、南西部はラチブシュ郡、西部はケンジェジン・コジレ郡、北西部はスチュシェルツェ郡に接している。

## 下位自治体
郡は8つの下位自治体に分割される。（2つの都市、2つの田園都市、4つの田舎）なお、人口順に並べてある。
| 名称               | 種類     | 面積（km2） | 人口（2006年） | 中心地       |
| ------------------ | -------- | ----------- | -------------- | ------------ |
| クヌルフ           | 都市     | 34.0        | 39,823         |              |
| Pyskowice          | 都市     | 31.1        | 19,127         |              |
| Gmina Gierałtowice | 田舎     | 39.0        | 10,680         | Gierałtowice |
| Gmina Rudziniec    | 田舎     | 160.4       | 10,644         | Rudziniec    |
| Gmina Pilchowice   | 田舎     | 67.5        | 10,265         | Pilchowice   |
| グミナ・トセク     | 田園都市 | 98.5        | 10,204         | トセク       |
| Gmina Sośnicowice  | 田園都市 | 116.2       | 8,249          | Sośnicowice  |
| Gmina Wielowieś    | 田舎     | 116.6       | 5,971          | Wielowieś    |